# مقاطعة ميلز (تكساس)
مقاطعة ميلز (بالإنجليزية: Mills  County)‏ هي إحدى المقاطعات في ولاية تكساس، الولايات المتحدة الأمريكية.